# Фроксилиас, Димитрис
Димитрис Фроксилиас (греч. Δημήτρης Φροξυλιάς; 28 июня 1993, Лариса, Греция) — греческий и кипрский футболист, полузащитник английского клуба «Харинги Боро». Выступал за сборную Кипра.

## Биография

### Клубная карьера
Родился 28 июня 1993 года в греческом городе Лариса. Футболом начал заниматься там же, в команде «Токсотис». С 2007 года занимался в академии афинского АЕКа. За основной состав команды дебютировал 4 ноября 2010 года в матче группового этапа Лиги Европы против бельгийского «Андерлехта» (1:1), в котором вышел на замену на 73-й минуте вместо Панайотиса Лагоса. Летом 2011 года был отдан в аренду на полгода в клуб футбольной лиги «Фокикос», за который провёл 8 матчей. Так и не сыграв ни одного матча в Суперлиге, покинул АЕК в 2012 году, а зимой 2013, в качестве свободного агента, подписал контракт с кипрским «Аполлоном». В «Аполлоне» провёл полтора сезона, причём последние полгода отыграл в аренде за клуб «Этникос» (Ахна). В дальнейшем выступал за «АЕК Ларнака», «Эносис», «Неа Саламина» и «Эрмис». Сезон 2017-18 отыграл в клубе Шотландского Чемпионшипа «Дамбартон». Осенью 2018 года перешёл в другой клуб лиги «Фалкирк».

### Карьера в сборной
Фроксилиас родился в Греции, но его мать была уроженкой Кипра, что позволило ему иметь гражданства обеих стран. С 2012 года он стал приглашаться в юношескую, а затем и в молодёжную сборную страны.
За основную сборную Кипра дебютировал 23 марта 2018 года, выйдя в стартовом составе на товарищеский матч со сборной Черногории, был заменён на 63-й минуте. Во второй раз вышел на поле 20 мая того же года в товарищеской игре с Иорданией.

## Достижения
«Аполлон» Лимасол
- Обладатель Кубка Кипра (1): 2012/2013